# Новак (Центар Жупа)
Новак (мкд. Новак) је насељено место у Северној Македонији, у западном делу државе. Новак припада општини Центар Жупа.

## Географија
Насеље Новак је смештено у крајњем западном делу Северне Македоније, близу државне границе са Албанијом (6 km западно). Од најближег већег града, Дебра, насеље је удаљено 25 km јужно.
Рељеф: Новак се налази у области Жупа, на западним падинама планине Стогово. Насеље је положено високо, на западним висовима планине Стогово, док се даље ка западу тло стрмо спушта у долину Црног Дрима, која је у ово делу преграђена, па је ту образовано вештачко Дебарско језеро. Надморска висина насеља је приближно 1.280 метара.
Клима у насељу је планинска због знатне надморске висине.

## Становништво
По попису становништва из 2002. године Новак је имао 1.006 становника.
Претежно становништво у насељу су Турци (100%).
Већинска вероисповест у насељу је ислам.